# Austrolimnophila antiqua
Austrolimnophila antiqua là một loài ruồi trong họ Limoniidae. Chúng phân bố ở miền Australasia.